# Liste de films français sortis en 2005
Listes de films français
- 2001
- 2002
- 2003
- 2004
- 2005
- 2006
- 2007
- 2008
- 2009

Liste non exhaustive de films français sortis en 2005.

## 2005
| Titre                           | Réalisateur                  | Acteurs                                                                   | Genre                                    |
| ------------------------------- | ---------------------------- | ------------------------------------------------------------------------- | ---------------------------------------- |
| Les Amants réguliers            | Philippe Garrel              | Louis Garrel, Clotilde Hesme                                              |                                          |
| Les Âmes grises                 | Yves Angelo                  | Jean-Pierre Marielle, Jacques Villeret, Marina Hands, Denis Podalydès     | Drame                                    |
| Angel-A                         | Luc Besson                   | Jamel Debbouze, Rie Rasmussen, Gilbert Melki                              | Comédie dramatique, fantastique, romance |
| De battre mon cœur s'est arrêté | Jacques Audiard              | Romain Duris, Aure Atika, Emmanuelle Devos, Niels Arestrup                | Drame                                    |
| Le Cactus                       | Gérard Bitton et Michel Munz | Clovis Cornillac, Pascal Elbé, Alice Taglioni, Pierre Richard             | Comédie                                  |
| Combien tu m'aimes ?            | Bertrand Blier               | Monica Bellucci, Bernard Campan, Gérard Depardieu, Jean-Pierre Darroussin | Comédie                                  |
| Douches froides                 | Antony Cordier               | Johan Libéreau, Salomé Stévenin, Florence Thomassin                       |                                          |
| Gabrielle                       | Patrice Chéreau              | Isabelle Huppert, Pascal Greggory                                         | Drame                                    |
| Gentille                        | Sophie Fillières             | Emmanuelle Devos, Bruno Todeschini, Lambert Wilson                        | Comédie                                  |
| Grabuge !                       | Jean-Pierre Mocky            | Michel Serrault, Charles Berling, Micheline Presle                        | Film policier                            |
| Je vous trouve très beau        | Isabelle Mergault            | Michel Blanc, Medeea Marinescu                                            | Comédie dramatique                       |
| Joyeux Noël                     | Christian Carion             | Diane Kruger, Benno Fürmann, Guillaume Canet                              | Drame, Histoire, Guerre                  |
| La Marche de l'empereur         | Luc Jacquet                  | Romane Bohringer, Charles Berling, Jules Sitruk (voix)                    | Documentaire                             |
| La Moustache                    | Emmanuel Carrère             | Vincent Lindon, Emmanuelle Devos, Mathieu Amalric, Hippolyte Girardot     |                                          |
| Oliver Twist                    | Roman Polanski               | Barney Clark, Jeremy Swift, Ian McNeice, Richard Durden                   | Aventure, drame                          |
| Palais royal !                  | Valérie Lemercier            | Valérie Lemercier, Lambert Wilson, Catherine Deneuve, Michel Aumont       | Comédie                                  |
| Peindre ou faire l'amour        | Arnaud et Jean-Marie Larrieu | Sabine Azéma, Daniel Auteuil, Amira Casar, Sergi López                    |                                          |
| Le Petit Lieutenant             | Xavier Beauvois              | Nathalie Baye, Jalil Lespert, Roschdy Zem                                 | Policier                                 |
| Le Promeneur du Champ-de-Mars   | Robert Guédiguian            | Michel Bouquet, Jalil Lespert                                             | Film historique, Film biographique       |
| Les Poupées russes              | Cédric Klapisch              | Romain Duris, Kelly Reilly, Audrey Tautou, Cécile de France               | Comédie dramatique                       |
| Saint-Jacques... La Mecque      | Coline Serreau               | Muriel Robin, Jean-Pierre Darroussin, Pascal Légitimus                    | Comédie dramatique                       |
| Le Temps qui reste              | François Ozon                | Melvil Poupaud, Jeanne Moreau, Valeria Bruni Tedeschi                     | Film dramatique                          |
| Un fil à la patte               | Michel Deville               | Emmanuelle Béart, Charles Berling, Dominique Blanc                        | Comédie                                  |
| L'un reste, l'autre part        | Claude Berri                 | Charlotte Gainsbourg, Daniel Auteuil, Nathalie Baye, Pierre Arditi        | Comédie                                  |
| Vers le sud                     | Laurent Cantet               | Charlotte Rampling                                                        | Comédie dramatique                       |